# Чугай Павло
Чугай Павло (1880 — ?) — український актор характерного плану, співак (баритон, бас), режисер. Відомий за виступами в Театрі Миколи Садовського (1915-1920) та в театрі Юрія Кононева (1937-1939).

## Життєпис
Працював у різних трупах, з 1915 в театрі М. Садовського, з яким виїхав 1920 до Галичини, згодом на Закарпаття, де працював у театрі «Просвіти» в Ужгороді (1920–1925).
У 1924 році прихильники театру Підкарпатської Русі вітали 25-річний ювілей артистичної діяльности Павла Чугая.
1926 повернувся із Чехословаччини до Галичини, працював у різних театрах, зокрема у «Новому українському театрі» П. Карабіневича, театрах І. Когутяка та ін.
Упродовж 1937–1939 працював у театрі Ю. Кононева і як актор, і як режисер.

## Ролі
- Іван («Безталанна» І. Карпенка-Карого)
- Сірко («За двома зайцями» М. Старицького)
- Лопух («Циганка Аза» М. Старицького)

та ін.